# Cyrano z Bergeracu (Alfano)
Cyrano de Bergerac je opera o čtyřech dějstvích italského skladatele Franca Alfana z roku 1936 podle stejnojmenného dramatu Edmonda Rostanda. Autorem libreta je francouzský dramatik Henri Cain. Poprvé byla uvedena 22. ledna 1936 v Teatro Reale dell´ Opera v Římě. V témže roce se konala také její francouzská premiéra v Théâtre de l'Opéra-Comique, v důsledku začátku druhé světové války ale dále uváděna nebyla. Po jejím skončení, kdy došlo ke změně hudebního vkusu, byla pro svou postromantickou kompozici pokládána za nemoderní. Nová nastudování se objevují až od roku 2003, kdy byla zařazena do repertoáru Opéra national de Montpellier.